# 诺基亚1202
诺基亚1202是诺基亚根据超基础系列销售的低端GSM手机。它于2008年11月宣布，并于2009年4月发布，面向初次使用手机的用户。

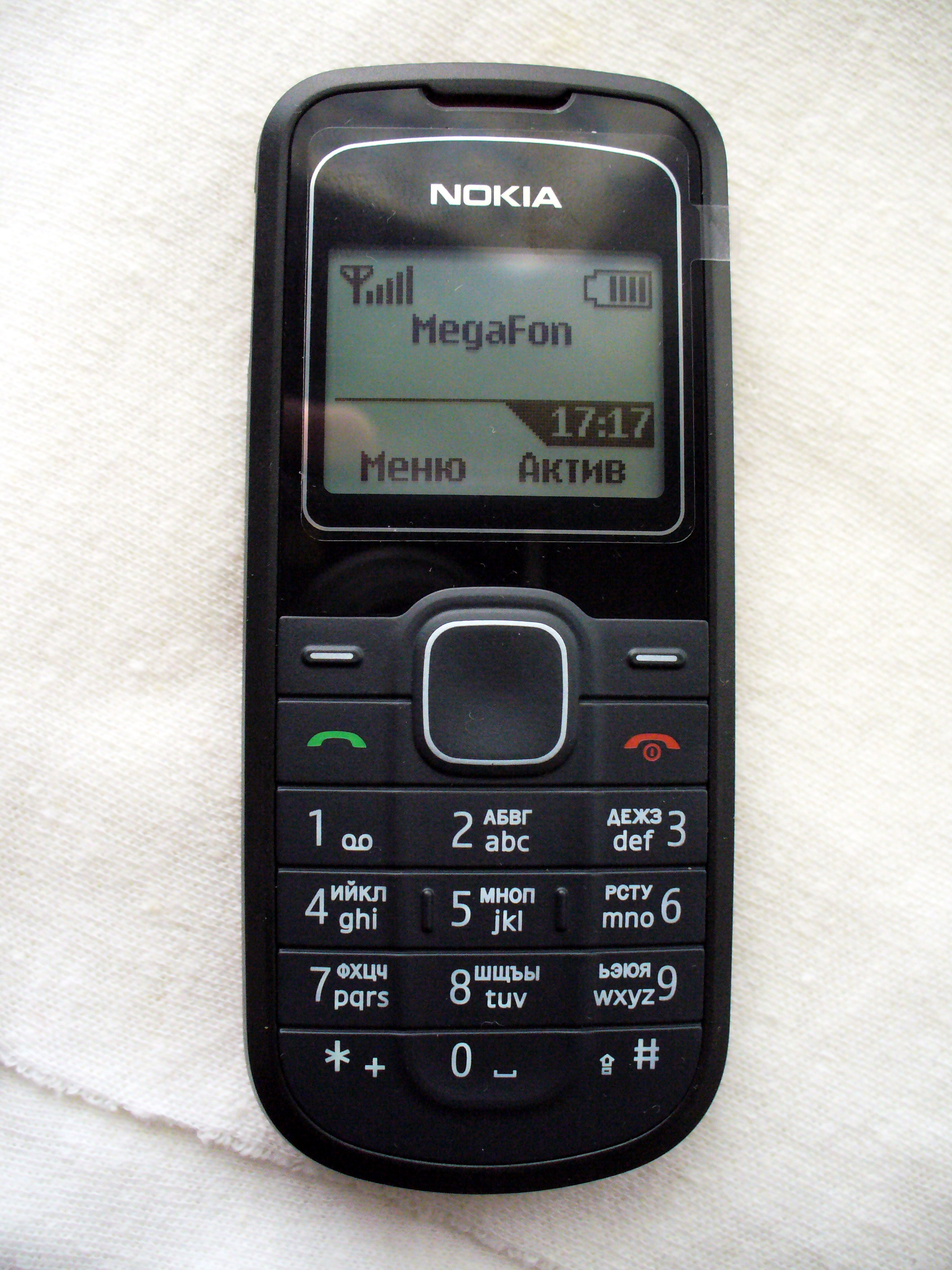
面向俄罗斯销售的1202-2RH-112，佩戴有俄语界面和西里尔字母键盘
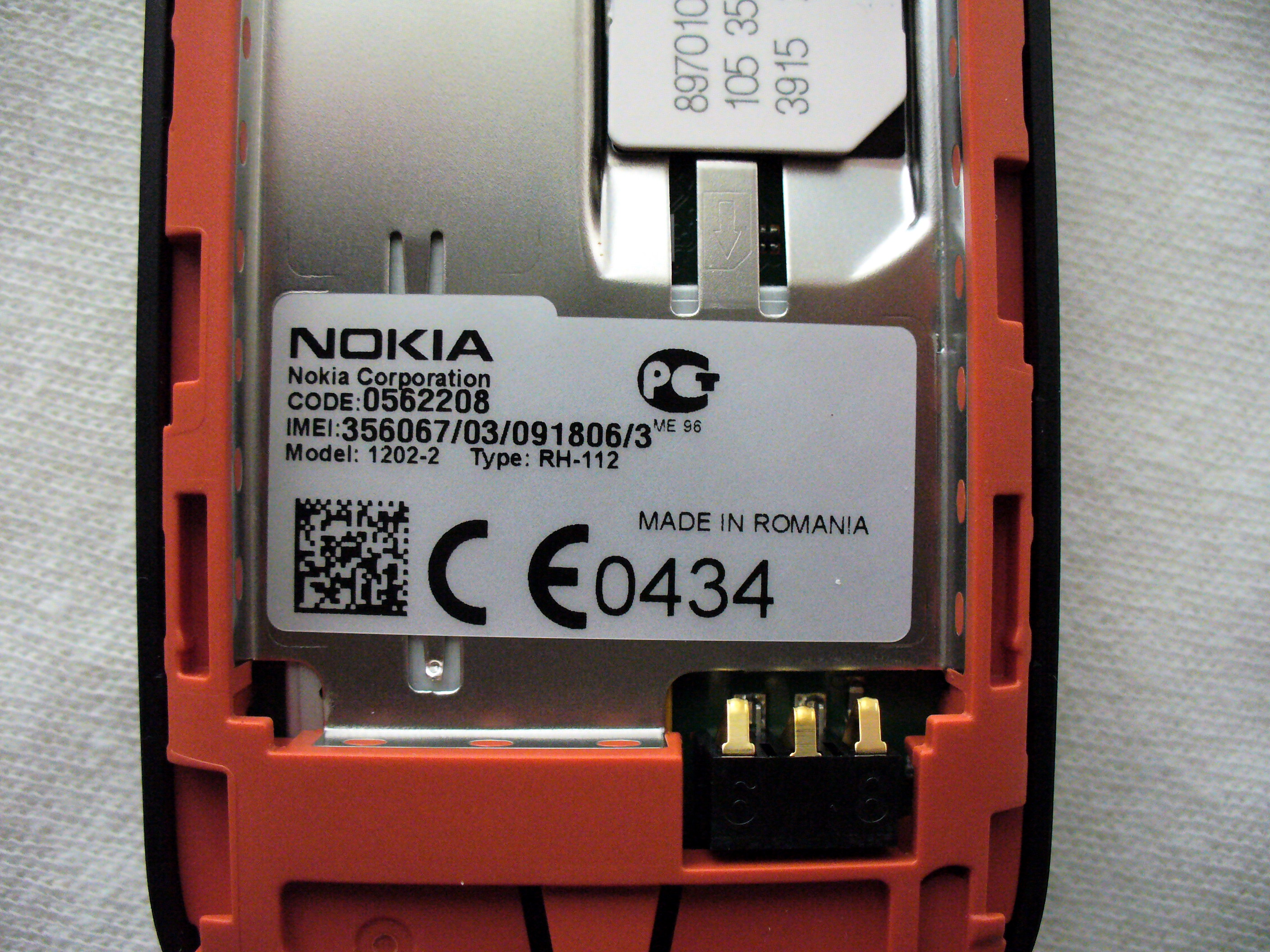
诺基亚1202-2RH-112的IMEI标签

## 功能
- 诺基亚1202有一个单色的图形的屏幕是1.3英寸（33） 高和有96×68像素。
- 它持续长达九个小时的通话时间和636小时待命状态。
- 手机有一个键盘上的字母数字有防尘键罩的。
- 它涉及几个内在的游戏、预测文本输入，一个发言闹钟，模拟时钟显示，画的消息,的安全，并呼吁管理计时器并计数器。